# Stara reka (dopływ Jantry)
Stara reka (t. Lefedża; bułg. Стара река, Лефеджа) – rzeka w północnej Bułgarii, prawy dopływ Jantry – dopływu Dunaju. Długość – 92 km, powierzchnia zlewni – 2424 km².
Stara reka powstaje z połączenia kilku małych rzek na północnych stokach pasma górskiego Eleno-Twyrdiszka płanina we wschodniej Starej Płaninie. Rzeka płynie na północny zachód przez wzgórza Słannik i wypływa na Nizinę Naddunajską, gdzie przyjmuje dwa swoje największe dopływy – Goljamą rekę i Dżulunicę. Uchodzi do Jantry koło wsi Gorski dolen Trymbesz. Na nizinnym odcinku Stara reka silnie meandruje.